# ضربه چتر
ضربه چتر (فرانسوی: Le Coup du parapluie‎) یک فیلم کمدی فرانسوی محصول ۱۹۸۰ به کارگردانی ژرار اوری با بازی پیر ریشار، گوردون میچل و گرت فروبه است.